# A Happy Day
A Happy Day ist eine Tragikomödie von Hisham Zaman. Der Film feierte im September 2023 beim Toronto International Film Festival seine Premiere.

## Handlung
Nach ihrer Flucht sind die drei Freunde Hamid, Aras und Ismail im Norden Norwegens gestrandet. Es ist für sie zur Routine geworden, aus ihrem Asylbewerberheim auszubrechen und sich während der kurzen Zeit in Freiheit inmitten von Schnee und Eis eine bessere Zukunft auszumalen. Immer wieder werden Flüchtlinge aus dem Heim über ihre drohende Abschiebung benachrichtigt. Hamid, Aras und Ismail versuchen, die Situation mit Humor zu nehmen, sei sie auch noch so ernst. Als Hamid sich in Aida verliebt, gerät die Freundschaft zwischen ihnen ins Wanken.

## Produktion
Regie führte Hisham Zaman, der auch das Drehbuch schrieb. Der gebürtige Iraker ist besonders für seine Filme Der Junge Siyar von 2013 und Brev til Kongen bekannt.
Salah Qadi, Ravand Ali Taha und Mohamed Salah spielen die drei geflüchteten und in Norwegen gestrandeten Freunde Hamid, Aras und Ismail. Sarah Aman Mentozi spielt Aida, in die sich Hamid verliebt.
Die Weltpremiere des Films fand am 11. September 2023 beim Toronto International Film Festival statt. Mitte Oktober 2023 wurde er beim Chicago International Film Festival vorgestellt. Im Februar 2024 wird A Happy Day beim Santa Barbara International Film Festival gezeigt.

## Auszeichnungen
Chicago International Film Festival 2023
- Nominierung als Bester Spielfilm für den Gold Hugo (Hisham Zaman)